# Tarczynka (dopływ Jeziorki)
Tarczynka – niewielka rzeka (struga) na terenie powiatu piaseczyńskiego w województwie mazowieckim, w dorzeczu Wisły, długości ok. 19 km, lewy dopływ Jeziorki.
Swój początek bierze w okolicach wsi Bystrzanów. Uregulowany / przekształcony odcinek stanowi zaledwie 27% jej długości i obejmuje jedynie fragment rzeki w okolicach Tarczyna (wieś Jeżewice) gdzie przepływa przez szereg stawów hodowlanych. Jest bardzo kręta, co w połączeniu z dość dużymi spadkami wysokości terenu, sprawia, że jest wyzwaniem dla kajakarzy. W końcowym biegu przepływa przez lasy łęgowe na terenie rezerwatu przyrody Skarpa Jeziorki, a do Jeziorki wpada nieopodal miejscowości Łoś.
W Tarczynie przepływa pod aleją Krakowską będącą częścią drogi krajowej nr 7, a w Jeżewicach przepływa pod linią kolejową nr 12.